# 北漢山國立公園
北漢山國立公園（：／ Bukhansan Gungnip Gongwon */?）是位於韓國首爾特別市江北區、道峰區、恩平區、城北區、鐘路區以及京畿道高陽市、楊州市、議政府市的山岳型國立公園。1983年4月2日指定，是韓國第15座國立公園，總面積80平方公里。

## 沿革
- 1983年4月2日：北漢山國立公園指定。
- 1987年7月1日：國立公園管理公團設立。
- 1987年8月5日：北漢山東部、西部管理事務所開所。
- 1998年12月18日：北漢山管理事務所更名為北漢山管理事務所西部支所。
- 2007年10月2日：北漢山國立公園管理事務所更名為北漢山國立公園道峰事務所。

## 關聯區域
- 首爾特別市
  - 道峰區
  - 城北區
  - 江北區
  - 西大門區
  - 恩平區
- 京畿道
  - 高陽市德陽區北漢洞、孝子洞
  - 議政府市
  - 楊州市